# Cataleptodius
Cataleptodius is een geslacht van kreeftachtigen uit de klasse van de Malacostraca (hogere kreeftachtigen).

## Soorten
- Cataleptodius floridanus (Gibbes, 1850)
- Cataleptodius occidentalis (Stimpson, 1871)
- Cataleptodius olsoni Manning & Chace, 1990
- Cataleptodius snodgrassi (Rathbun, 1902)
- Cataleptodius taboganus (Rathbun, 1912)